# Протасенко Володимир Федорович
Володимир Федорович Протасенко (25 серпня 1938 — 14 серпня 2015) — актор кіно.
Народився 25 серпня 1938 року в Москві. Володіючи неабияким талантом і такою, що запам'ятовується зовнішністю, йому не склало труднощів вступити, а потім з успіхом закінчити Всесоюзний державний інститут кінематографії.
Здобувши освіту тривалий час виходив на сцену московського драматичного «Державного театру кіноактора».
Протасенко протягом тридцяти років активно знімався в кіно, хоча головних ролей не отримав, його участь завжди була помітною і цікавою.
Дебютом на великому екрані в 1964 році стала пригодницька стрічка «Слід в океані». Також 60-ті роки ознаменувалися його участю в музичній комедії «Айболить-66», бойовику «Підірване пекло», військовій драмі «Весна на Одері», комедії «Міцний горішок», драмі «Далеко на заході», драмі «Зустрічі на світанку», мелодрамі «Жага над струмком».
У 70-і роки він знявся в драмі «Біг», військовій драмі «Місія в Кабулі», драмі «Червона площа», мелодрамі «Смертний ворог», комедії «Джентльмени удачі», екранізації О. С. Пушкіна «Руслан і Людмила», військовій драмі «Гарячий сніг», драмі «Сибірячка», детективі «Чорний принц», шпигунської драмі «Людина в штатському», музичній драмі «Романс про закоханих», історичній драмі «Соколово», біографії Г. К. Орджонікідзе «Приймаю на себе», мелодрамі «Розіграш», комедії «Розвага для старичків», драмі про бурятських чабанів «Три сонця», комедії Георгія Данелія «Міміно», екранізації повісті Льва Толстого «Отець Сергій».
В наступні два десятиліття принесли йому ролі в мюзиклі про оперних співаків «Ти мій захват, моє мучення …», військовій драмі на сторожовому кораблі «Жив відважний капітан», драмі з життя поміщиків «Господи, почуй молитву мою», драмі за мотивами оповідань Івана Буніна «Чистий понеділок».
Протасенко двічі був одружений, від першого шлюбу з радянською режисеркою Людмилою Солдадзе народилась дочка Анастасія, яка була відомою в 90-і роки естрадною співачкою, внучка Анна і правнучка Арсенія. Від другого шлюбу з кіноактрисою Юлією Цоглін народився син Гліб, телеведучий на «П'ятому каналі».